# HMS Javelin (F61)
«Джавелін» (F61) (англ. HMS Javelin (F61) — військовий корабель, ескадрений міноносець типу «J» Королівського військово-морського флоту Великої Британії за часів Другої світової війни.

## Історія створення
«Джавелін» закладений 11 жовтня 1937 року на верфі компанії John Brown & Company, Клайдбанк. 10 червня 1939 року увійшов до складу Королівських ВМС Великої Британії.

## Історія служби
21 квітня 1940 року британське торговельне судно «Чедарбенк» було торпедоване та потоплене німецьким підводним човном U-26 на північний захід від Бергена. Моряків з постраждалого судна рятував екіпаж есмінця «Джавелін». У травні корабель брав участь в операції «Динамо»; зокрема рятували членів екіпажу затопленого німцями судна SS «Абукір».
Наприкінці осені 1940 року увійшов до складу 5-ї флотилії есмінців у Плімуті, що включала «Джавелін», «Джюпіте», «Джекал», «Джерсі», «Кіплінг», «Ягуар» та «Кашмір» під командуванням капітана лорда Луїса Маунтбеттена. 11 жовтня 1940 разом із цими ескадреними міноносцями супроводжував лінійний корабель HMS «Рівендж», що обстрілював французький порт Шербура.
29 листопада п'ять есмінців 5-ї флотилії лорда Л. Маунтбеттена на підступах до Плімуту вступили в бій із німецькими есмінцями Z10 «Ріхард Бейтцен», Z10 «Ганс Лоді» та Z10 «Карл Гальстер». Флагманський корабель «Джавелін» найбільше постраждав від сутички. Й ніс, й корма були відірвані двома влученнями німецьких торпед; з 353 футів корабля на плаву лишалося тільки 155. У такому зневіченому стані ескадрений міноносець відбуксирували до бази. Майже на рік «Джавелін» був виведений з ладу.
У травні 1942 року після завершення ремонту есмінець взяв участь в операції із висадки морського десанту на французький острів Мадагаскар. У червні того ж року, бойовий корабель залучався до проведення конвою на Мальту, операція закінчилася провалом з великими втратами з боку британського флоту.
13 грудня 1942 року у складі групи кораблів атакував ворожий конвой поблизу узбережжя Тунісу.
19 січня 1943 у нічному бою «Джавелін» разом із «Кельвін» атакував італійський конвой і протягом трьох годин потопили 13 ворожих транспортних суден. 22 січня корабель брав участь у бомбардуванні лівійського порту Зуара.
У червні 1944 року бойовий корабель залучався до підтримки висадки морського десанту на узбережжя Нормандії.
17 жовтня 1945 року на есмінці стався бунт серед матросів, під час його перебування на рейді Родоса. Деяких з них засудив військовий трибунал до різних термінів ув'язнення.
11 червня 1949 року корабель проданий на металобрухт й незабаром розібраний у Труні в Шотландії.